# Kaynazar
Kaynazar (kazakiska: Qaynazar, Қайназар) är en ort i Kazakstan.   Den ligger i oblystet Almaty, i den sydöstra delen av landet, 1 000 km söder om huvudstaden Astana. Kaynazar ligger 790 meter över havet och antalet invånare är 4 058.
Terrängen runt Kaynazar är kuperad söderut, men norrut är den platt. Runt Kaynazar är det ganska glesbefolkat, med 40 invånare per kvadratkilometer. Närmaste större samhälle är Talghar, 9,0 km sydväst om Kaynazar. Trakten runt Kaynazar består i huvudsak av gräsmarker.